# Llista de Creus de Sant Jordi/2005/Entitats

#### Entitats
Informació actualitzada per un bot. Els canvis manuals es perdran quan s'actualitzi!
| Entitat                                                         | Wikidata  | Descripció | Imatge |
| --------------------------------------------------------------- | --------- | --- | ------ |
| Club Natació Sabadell                                           | Q788593   | club esportiu català |        |
| Institut Químic de Sarrià                                       | Q9008733  | centre d'ensenyament universitari fundat a Roquetes, Baix Ebre, el 15 d'agost de 1905 pel jesuïta Eduard Vitòria                        |        |
| Plataforma en Defensa de l'Ebre                                 | Q11699664 | |        |
| Centre Excursionista de Lleida                                  | Q11913449 | |        |
| Col·legi Públic Sant Jaume                                      | Q11914776 | col·legi a Almoines |        |
| Dones Juristes                                                  | Q11917681 | |        |
| Grup Àgata                                                      | Q11924784 | |        |
| PEN Català                                                      | Q11939702 | secció catalana del PEN Club Internacional                                                                                              |        |
| Consell de Col·legis de Procuradors dels Tribunals de Catalunya | Q16189770 | |        |
| Llotja de Cereals de Barcelona                                  | Q17617709 | institució secular que té el seu origen en el segle xiv amb la construcció de la Casa Llotja de Mar per dipòsit i transacció de cereals |        |
| La Salle Cassà                                                  | Q19715308 | |        |
| Associació de Pares de Minusvàlids del Baix Camp                | Q20100300 | |        |
| Jazz Terrassa                                                   | Q20100768 | |        |
| Venerable Congregació de la Mare de Déu dels Dolors de Besalú   | Q20102184 | |        |